# Rohna (Harth-Pöllnitz)
Rohna ist ein Ortsteil der Gemeinde Harth-Pöllnitz im Landkreis Greiz im Osten Thüringens.

## Geographie
Rohna liegt in einem kleinen Tal zu beiden Ufern der Auma, die mitten durch den Ort fließt. Erreichbar ist Rohna sowohl von der Bundesstraße 2 über den Abzweig Mittelpöllnitz (ca. 6 km) oder auch von der A 9 über die Abfahrt Triptis (ca. 11 km). In nordöstlicher Richtung folgen Weida als nächste Stadt nach 6 km und Gera nach etwa 22 km.

## Geschichte
1143 wurde Rohna erstmals in einer Abschrift von Dokumenten des Klosters Mildenfurth erwähnt. 1168–1193 weist Kahl nach. Da es sich dabei nicht um eine original Urkunde handelt wird dies nicht als offizielle Ersterwähnung anerkannt. Rohna wurde hier als Geschenk der Gräfin Lucardis (auch Leukard) von Lauterberg (heute Kreis Coburg) anlässlich der Hochzeit mit Heinrich I. von Weida in den Besitztümern des Klosters erwähnt.
Im Jahr 1209 wurde Rohna urkundlich als Geschenk von Voigt Heinrich I. und seiner Frau an die Veitskirche erwähnt. 1209 ist Rohna schon im Zubehör der Veitskirche inbegriffen. Die nächste Erwähnung Rohnas findet sich als Besitzung des Klosters Mildenfurth im Jahr 1230.
1551 wird Rohna mit Niederpöllnitz und Wetzdorf zur selbstständigen Pfarrei Niederpöllnitz.
1594 wird erstmals vom Müller Thomas Plitzsch geschrieben, der die Wassermühle an der Auma betreut. Sie war eine Mahl- und Schneidemühle und hatte einen Mühlgraben hinter dem Dorf, der zum Mühlteich führte. 1933 hatte der Müller finanzielle Sorgen und verkaufte sein Anwesen. Das Ende kam durch einen Brand am 3. und 4. September 1961. Mühle und Wohnhaus brannten ab. Geschichte ist die Müllerei im Dorf. Das jetzige Gehöft mit den Dachgauben bewohnt eine Familie.
1721 hat Rohna 105 Einwohner mit 19 Feuerstätten. Das Dorf braute selbst und hat einen Schmied.
Im Zeitungslexikon von Sachsen von 1814 wurde vermerkt: „…der Feldbau kann wegen des bergigen Bodens nicht einträglich sein, dagegen besitzen die Einwohner schöne Holzungen und ziehen aus ihr durch Verkauf von Brenn-, Nutzholz und Bretter guten Gewinn. Eine altgesetzliche Eigenheit des Ortes besteht darin, dass die Einwohner unter sich selbst zuweilen Haussuchungen halten, nicht um Diebstählen nach zu spüren sondern sie zu erschweren.“
Seit 1993 steht der Ort als Baudenkmal unter Ensembleschutz. Diesem Umstand ist es zu verdanken, dass der ursprüngliche Charakter des Dorfes erhalten geblieben ist.
Zum 9. April 1994 wurde die einst selbständige Gemeinde in die Gemeinde Pöllnitz eingegliedert. Zum 21. Dezember 1995 erfolgte die Umgliederung nach Harth-Pöllnitz.

## Kultur und Sehenswürdigkeiten

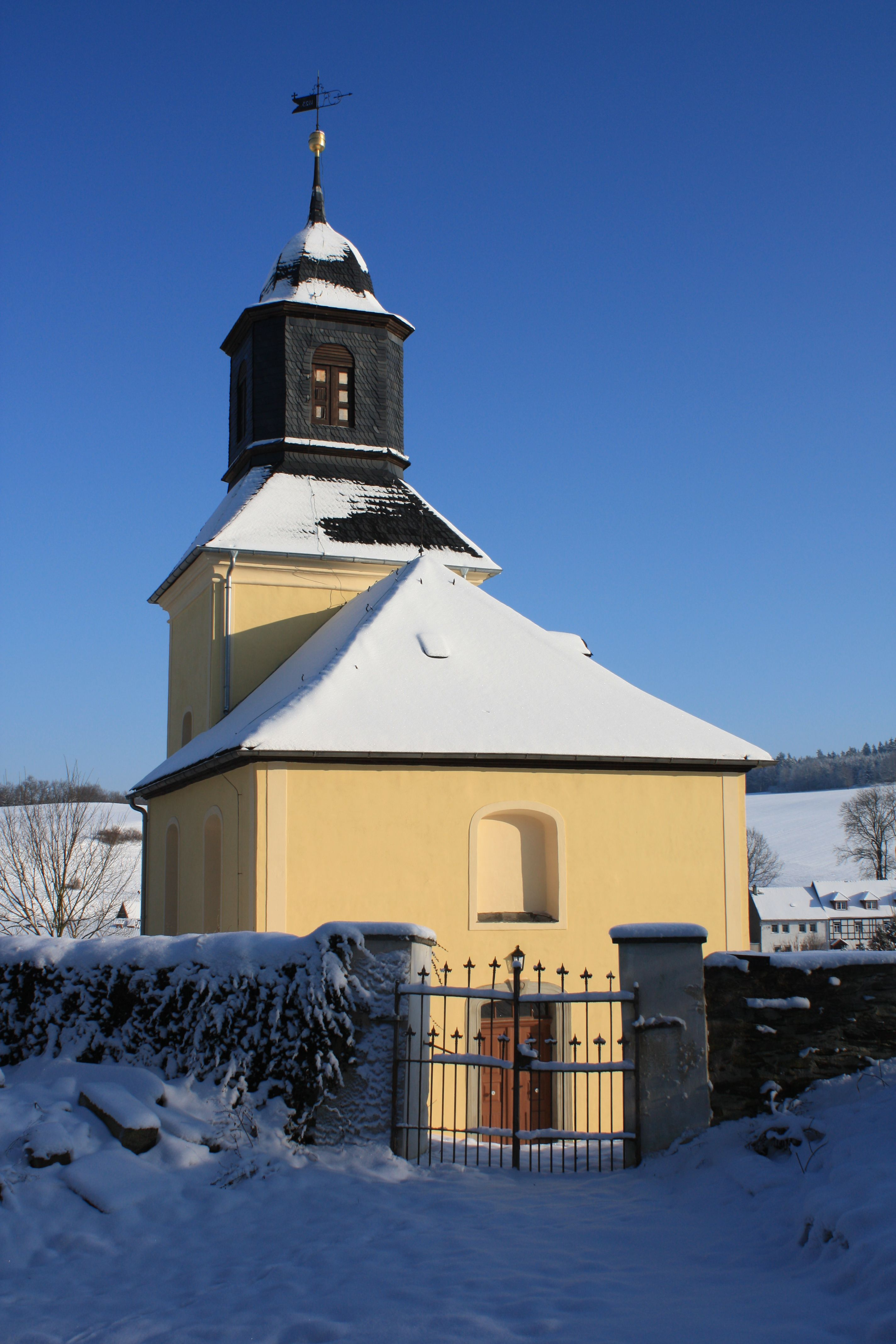
Teilansicht der Kirche

### Bauwerke

#### Kirche
Die heutige Kirche, die maßgeblich das Ortsbild prägt, wurde 1823 an Stelle der durch Blitzschlag und Brand zerstörten alten Holz-Kirche neu erbaut. Seit dem Jahr 1868 befindet sich in der Kirche zudem eine Orgel der Firma Poppe aus Stadtroda. Ein Blitzschlag 1933 zerstörte große Teile der Kirche und des Daches. Dies erforderte einen weiteren Wiederaufbau, in dessen Zuge auch eine weitere Renovierung erforderlich wurde.
Im Jahr 2009 fand eine Grundsanierung der Außenfassade statt, die die Kirche seitdem wieder im alten Glanz erstrahlen lässt. Der Innenraum wurde 2012 denkmalgerecht wiederhergestellt.

#### Dreibogige Steinbrücke
Eine dreibogige Steinbrücke überspannt seit 1860 mitten im Ort die Auma. Diese wurde im Jahre 2002 saniert und ist seitdem ein Blickfang im Ortsbild. Die Brücke ist ebenso wie das gesamt Dorf denkmalgeschützt.

### Regelmäßige Veranstaltungen
Es findet ein jährliches Dorffest zu einem festen Termin von Christi Himmelfahrt bis zum folgenden Sonntag statt. Hierbei ist der vom Rohnaer Feuerwehr- und Hochwasserschutzverein ausgerichtete Feuerwehrausscheid der umliegenden Orte ein traditioneller Bestandteil.
Seit August 2011 finden zu besonderen Anlässen in der Kirche Benefizkonzerte statt, die der Sammlung von Spenden für die Kirche dienen. Für das erste Konzert konnte der weltberühmte Bass Barseg Tumanyan gewonnen werden. Dieses Konzert fand am 19. August 2011 statt und kann auch auf youtube angeschaut werden.